# Nikola Maksimović
Pour les articles homonymes, voir Maksimović.
Nikola Maksimović (en serbe en écriture cyrillique : Никола Максимовић), né le 25 novembre 1991, est un footballeur international serbe qui évolue au poste de défenseur central au Montpellier HSC.

## Biographie

### Carrière en club
Maksimović apprend le football au Kosmos Bajina Bašta puis au FK Sloga Bajina Bašta à partir de 2004. En juillet 2006 il est repéré par le Sloboda Užice, dont il intègre le centre de formation et où il fait ses débuts professionnels deux ans plus tard. Il y inscrit le premier but de sa carrière le 5 mars 2011 contre Lučani.
Lors du mercato d'hiver 2012, Maksimović est recruté par l'Étoile rouge de Belgrade, un des principaux clubs du pays, pour un montant estimé à 300 000 euros. Il y fait ses débuts le 3 mars 2012 contre le Spartak Zlatibor,. En fin de saison, le club chypriote Apollon Limassol acquiert 51 % des droits du joueur.
Le 23 juillet 2013 il est prêté avec option d'achat au Torino FC, cub de Série A italienne,. Il fait sa première apparition le 6 octobre face à Sampdoria. Il devient progressivement titulaire, comme défenseur central d'abord, puis comme milieu de terrain. En fin de saison le club italien lève l'option d'achat et signe avec le joueur un contrat jusqu'en 2018,. Il évolue depuis régulièrement en équipe première. Il dispute notamment 9 matchs en Ligue Europa avec le Torino lors de la saison 2014-2015.
Le 31 aout 2016, Nikola Maksimovic signe au Napoli en prêt avec option d'achat, qui sera levée en fin de saison (21 millions d'euros)
Il dispute son premier match le 28 septembre, remplaçant Raul Albiol lors d'un match de Ligue des Champions gagné (4-2) par le Napoli contre Benfica.
Le 26 janvier 2018, il est prêté jusqu'en fin de saison au Spartak Moscou.
À la suite de la descente du Genoa CFC en Serie B à la fin de la saison 2021-2022, il résilie son contrat seulement un an après avoir rejoint le club en provenance du SSC Napoli afin de soulager les finances du club.
Le 31 octobre 2024, il rejoint le Montpellier HSC libre, afin d'aider le club dans sa quête du maintien dans l'élite française.

### Carrière internationale
Maksimović compte quatre sélections avec les équipes de Serbie de jeunes : deux en moins de 19 ans, et deux en espoirs. 
Il fait ses débuts en sélection A le 31 mai 2012 contre la France, comme titulaire.

## Style de jeu
Maksimović est capable de jouer comme milieu défensif ou comme défenseur latéral, mais il a été d'abord formé au poste de défenseur central. Aidé par sa grande taille (1,93 m), il brille par son jeu de tête et l'efficacité de son marquage. En Serbie, il est parfois comparé à son compatriote Nemanja Vidić. 

## Palmarès

### Étoile rouge de Belgrade
- Vainqueur de la Coupe de Serbie en 2012

### SSC Naples
- Vainqueur de la Coupe d'Italie en 2020